# Larisa Cerić
Larisa Cerić (26 gennaio 1991) è una judoka bosniaca.

## Palmarès
- Mondiali

Baku 2018: bronzo nei +78kg.
- Mondiali Open

Marrakech 2017: argento nella categoria open.
- Europei

Montpellier 2014: argento nei +78kg;
Varsavia 2017: bronzo nei +78kg.
- Giochi del Mediterraneo

Pescara 2009: argento nei +78kg;
Mersin 2013: bronzo nei +78kg.
- Campionati europei under 23:

Sarajevo 2010: bronzo nei +78kg;
Praga 2012: oro nei +78kg.
- Campionati mondiali juniores:

Sarajevo 2013: bronzo nei +78kg.

### Vittorie nel circuito IJF
| Data              | Località | Paese   | Categoria |
| ----------------- | -------- | ------- | --------- |
| 30 settembre 2017 | Zagabria | Croazia | Gran Prix |
| 25 settembre 2016 | Zagabria | Croazia | Gran Prix |